# Hewlett-Packard
Hewlett-Packard Company, po navadi skrajšano v HP, je korporacija za informacijsko tehnologijo s sedežem v Palo Altu, Kalifornija, ZDA. HP je največje tehnološko podjetje na svetu in deluje skoraj v vsaki državi.
HP je specializirano za razvoj in izdelavo računalniške, pomnilniške in mrežne strojne opreme, programske opreme in servisa. HP na veliko izdeluje osebne računalnike, strežnike, naprave za hranjenje podatkov, tiskalnike in druge proizvode za izdelavo slik. Proizvodni program elektronskih testnih naprav in sistemov, medicinske elektronske opreme, komponent in pribora za kemijske analize je leta 1999 prevzelo podjetje Agilent Technologies.